# 因島市警察
因島市警察（いんのしましけいさつ）は、かつて存在した広島県因島市（現尾道市）の自治体警察。

## 概要
従来の広島県警察部が解体され、1953年（昭和28年）5月1日に因島市警察署が設置された。
1954年（昭和29年）に新警察法が公布された。これにより国家地方警察と自治体警察が廃止され、新たに都道府県警察として広島県警察本部が発足。因島市警察も広島県警察に統合され、姿を消した。